# Utah
Utah (anglická výslovnost [ˈjuːtɔː]IPA nebo  [ˈjuːtɑː]IPA, oficiálně State of Utah) je stát nacházející se na západě Spojených států amerických, v oblasti horských států v západním regionu USA. Utah, jeden ze států Čtyř rohů, hraničí na severu s Idahem, na severovýchodě s Wyomingem, na východě s Coloradem, na jihu s Arizonou a na západě s Nevadou.
Se svou rozlohou 219 653 km² je Utah třináctým největším státem USA, v počtu obyvatel (3,2 milionu) je 31. nejlidnatějším státem a s hodnotou hustoty zalidnění 14 obyvatel na km² je na 41. místě. Hlavním a největším městem je Salt Lake City se 190 tisíci obyvateli. Dalšími největšími městy jsou West Valley City (130 tisíc obyv.), Provo (120 tisíc obyv.), West Jordan (110 tisíc obyv.), Orem (90 tisíc obyv.) a Sandy City (90 tisíc obyv.). Nejvyšším bodem státu je vrchol Kings Peak s nadmořskou výškou 4120 m v pohoří Uinta Mountains. Největšími toky Medvědí řeka a řeky Green a Colorado, největší vodní plochou Velké Solné jezero.
První Evropan se mohl do oblasti dnešního jižního Utahu dostat roku 1540, několik průzkumných expedicí do tohoto regionu uspořádali Španělé ve třetí čtvrtině 18. století. Vzhledem k pouštnímu a horskému charakteru ale neměli zájem území kolonizovat, i když si jej nárokovali jako součást Horní Kalifornie v rámci místokrálovství Nové Španělsko. Na začátku 19. století prozkoumali některé oblasti Utahu obchodníci a lovci evropského původu. V roce 1821 se Horní Kalifornie stala částí nezávislého Mexika a v roce 1848 ji na základě výsledku mexicko-americké války získaly Spojené státy. Již o rok dříve se do Utahu začali hromadně stěhovat mormoni, členové Církve Ježíše Krista Svatých posledních dnů, kteří se v této nehostinné oblasti usadili. Roku 1850 bylo v rámci USA zřízeno utažské teritorium, které svůj název získalo od jména indiánského kmene Utahů [jutahů] (Utů [jutů]) , což v jejich vlastní jazyce znamenalo „lidé z hor“. Utah se 4. ledna 1896 stal 45. státem USA.
Utah je jedním z nábožensky nejhomogennějších státům USA, asi 62 % jeho obyvatel se hlásí k mormonismu, který stál u založení státu a dodnes má velký vliv na utažskou kulturu a každodenní život. Asi 88 % obyvatel žije v aglomeraci Wasatch Front, jejímž centrem je Salt Lake City. Většina zbylého území státu je téměř neobydlená a zahrnuje velmi rozličné útvary od poměrně vysokých hor s věčně zasněženými vrcholy, přes údolí s velkými vodními toky až ke kamenitým a solným pouštím.

## Historie

### Časné dějiny
Podle archeologických nálezů bylo území Utahu osídleno indiány již dlouho před naším letopočtem, některé archeologické nálezy (včetně kreseb na stěnách jeskyní) dokládají indiánské osídlení staré cca 10-12 tisíc let.
Prvním známým bělochem, který mohl navštívit území Utahu, by podle některých mohl být španělský conquistador Francisco Vásquez de Coronado, není to však příliš pravděpodobné, tak daleko se zřejmě nedostal. Prvními známými bělochy, kteří prokazatelně vstoupili do Utahu, tak jsou františkánští misionáři španělského původu, Silvestre Vélez de Escalante a Francisco Atanasio Domínguez, jejichž expedice z roku 1776 došla až k Utažskému jezeru. Jimi navštívené území si nárokovalo Španělsko, potažmo později Mexiko. Na počátku 19. století začali některé oblasti Utahu prozkoumávat bílí lovci, mezi nimi i slavný Jim Bridger či Francouz Étienne Provost, po němž je pojmenováno město Provo. Od poloviny 19. století se zde začali usídlovat mormoni.

### Mormonské osídlení
První mormoni dorazili do Salt Lake Valley 24. července 1847. Navzdory značnému nedostatku vhodných míst k založení osídlení (zejména pro nedostatek pitné vody) se sem stěhovaly další a další mormonské rodiny, jejichž cílem bylo najít zemi, kde by mohla jejich církev v klidu žít, daleko od pronásledování, kterého se jí dostávalo ve státech Unie. V roce 1848 skončila mexicko-americká válka porážkou Mexika a podle mírové smlouvy připadla rozsáhlá území Horní Kalifornie, dříve nárokovaná Mexikem, Spojeným státům. Mezi nimi bylo i území Utahu. Místní usedlíci, z nichž většinu tvořili mormoni, se pokoušeli v roce 1849 vytvořit vlastní stát, který by se zapojil do Unie – nazvali jej Deseret, jehož struktury už začala neoficiálně vytvářet. Jeho hranice měly být mnohem širší než hranice dnešního Utahu. Návrh ovšem narazil na odpor americké vlády, která odmítala stát vytvořit, aby mormoni nezískali větší samostatnost a nedostali se tak mimo většinu jejích pravomocí. Proto nakonec vzniklo pouze podstatně menší utažské teritorium (schváleno 1850, vytvořeno v roce 1851). Zahrnovalo dnešní Utah, většinu Nevady a menší části Colorada a Nebrasky. Postupem času pak bylo okrajováno, hranice stávajícího státu získalo v roce 1868. Jeho prvním guvernérem se stal prorok a prezident Církve Ježíše Krista Svatých posledních dnů Brigham Young. Prvním hlavním městem se stalo Fillmore, v roce 1856 jej pak nahradilo Salt Lake City. Teritorium převzalo provizorní legislativu státu Deseret.

### Utažské teritorium

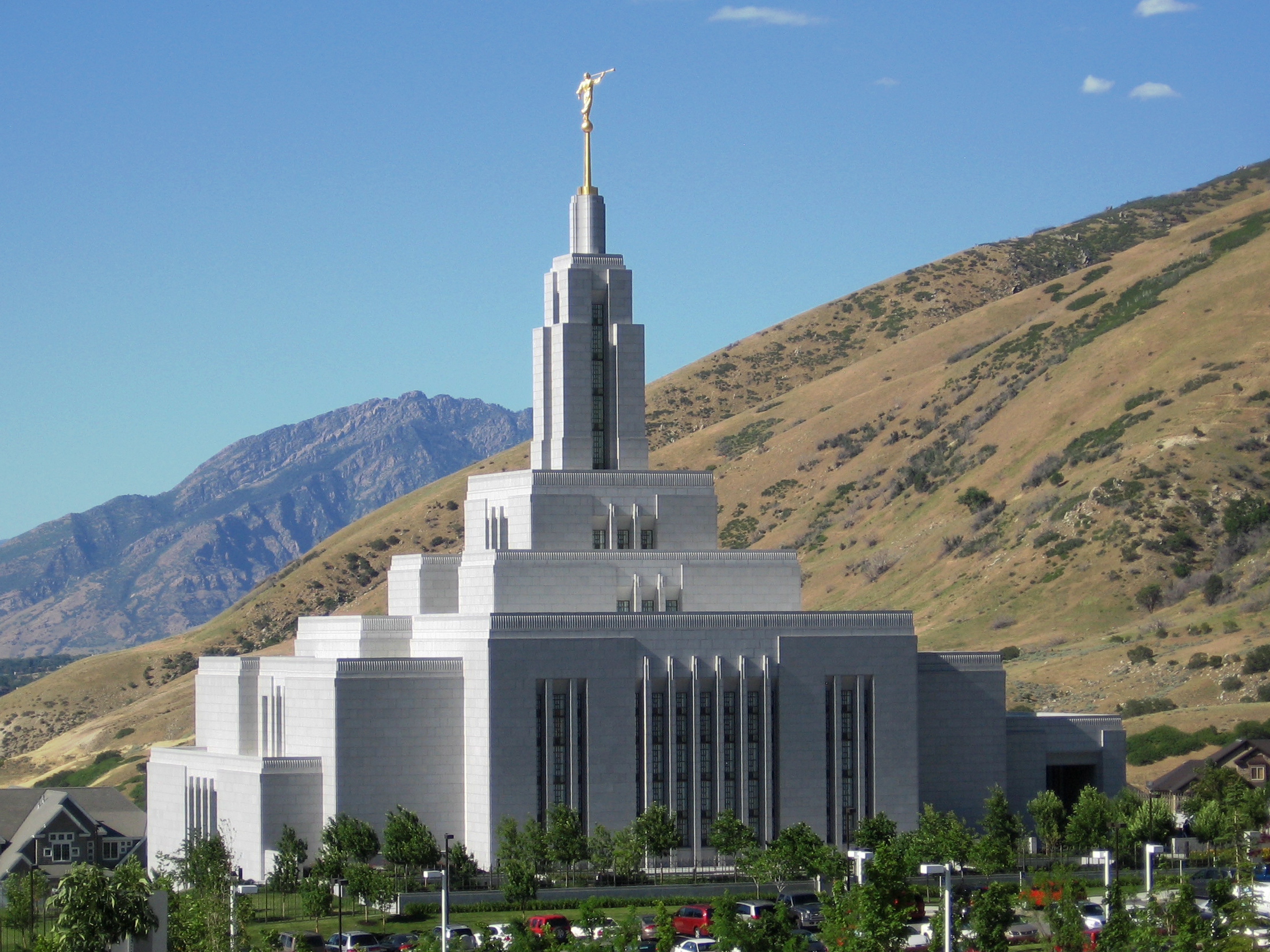
Mormonský chrám v Utahu

Církev Ježíše Krista Svatých posledních dnů měla zprvu situaci v teritoriu pevně v rukou – organizovala osidlování území a měla klíčové slovo ve všech rozhodovacích orgánech. Její nadvláda nad velkými oblastmi mimo dnešní Utah, které byly osídleny skupinami obyvatel s jiným vyznáním, však byla vnímána velice kontroverzně. Vláda USA odpor nemormonských obyvatel chápala a vycházela mu vstříc, což vedlo k výše zmíněnému okrajování teritoria.
Rozsáhlé spory mezi vládou USA a mormony začaly krátce po založení teritoria růst, neboť mormoni byli vnímáni jako nespolehlivá a neamerická komunita, velkou roli přitom hrálo nejen jejich praktikování polygamie, ale i uzavřenost jejich komunity, částečně uniformní vzhled a některá další náboženská pravidla, braná ostatní společností jako přehnaně přísná. Spory navíc živilo i to, že mormonská vláda teritoria se jen těžko smiřovala s faktem, že nemá státní status, a pokud jen mohla, snažila se maximálně umenšit vliv centrální vlády ve své oblasti.
Vzájemná nedůvěra vyvrcholila tím, že v roce 1857, poté, co dostala nepravdivé zprávy o mormonském povstání, vyslala vláda USA Expedici Utah, která měla teritorium zpacifikovat. Zároveň též sesadila Younga z postu guvernéra. Mormoni chápali celou akci jako vojenský útok a Young organizoval jejich ozbrojený odpor. Zároveň došlo k řadě centrálně neorganizovaných střetů s nemormonským obyvatelstvem, z nichž nejznámější vyústil v masakr v Meadows Mountains, kde mormonští osídlenci povraždili přes 120 imigrantů z Arkansasu. Vojenské střety mezi mormonskými ozbrojenci a vládními vojsky (tzv. Utažská válka) ukončila kapitulace mormonů v roce 1858. Young odevzdal úřad guvernéra Alfredu Cummingovi, reálně mu však jakožto hlavě Církve Ježíše Krista Svatých posledních dnů zůstala velká část vlivu na dění v teritoriu.

## Symboly

### Vlajka
Utažská vlajka je l tvořena listem o poměru stran 3:5 se třemi vodorovnými pruhy – modrým, bílým a červeným, v poměru šířek 7:5:5. Bílý pruh je pilovitý s pěti zuby, prostřední je nejvyšší s vrcholem v první desetině šířky listu, krajní postupně snížené. Z prostředních čtyř desetin dolního okraje bílého pruhu vyniká dolů do červeného pruhu bílý zub, s vrcholem v poslední desetině šířky listu. V bílém pruhu je umístěn emblém, tvořený šestiúhelníkovým, modrým polem, vysokým 7/10 šířky listu, s dovnitř posunutým žlutým lemováním, odděleným od okraje pole dvojnásobnou šířkou lemu, se žlutým, stylizovaným včelím úlem, pod ním bílá pěticípá hvězda. Mezi horním a dolním vrcholem emblému a vrcholy středních, bílých zubů je mezera rovná 1/20 šířky listu.

### Pečeť
Utažská pečeť je tvořena bílým štítem, nad nímž je zobrazen rozkřídlený americký orel (heraldicky orlice). Ve středu štítu je včelí úl, po stranách obrůstaný pěknosemencem Sego (Colochortus nuttalli). Horní částí štítu prochází (modrým oválem) šest (3 + 3) zkřížených šípů. Nad úlem je modrý nápis „INDUSTRY“ (česky průmysl, píle), což je utažské motto. Pod úlem je pak modrý nápis UTAH a pod ním menším písmem letopočet 1847. Štít je položen na dvě zkřížené americké vlajky na žerdích, splývající podél štítu. Výjev přechází, ve směru od středu ven, do modrého mezikruží s bílým nápisem „THE GREAT SEAL OF THE STATE OF UTAH“ (česky Velká pečeť státu Utah) a v dolní části s letopočtem 1896. Mezikruží je ohraničeno zlatou točenicí. Střed pečetě je začleněn do utažské vlajky.

### Další symboly
Mottem státu je „Industry“ (česky Průmysl), květinou lilie Calochortus nuttallii, stromem smrk pichlavý, ptákem racek a písní Utah, We Love Thee.

## Geografie
Utah je převážně skalnatou zemí rozdělenou na tří hlavní geologické oblasti: Skalnaté hory (sever, střed a východ země), Koloradskou plošinu (východ země) a Velkou pánev (západ země). Volná příroda zde nabírá mnoho podob – od skalnatých, solných a písečných pouští, přes zasněžené horské vrcholy až po jehličnaté lesy v horských údolích. Utah je jedním z tzv. států Čtyř rohů (Four Cornes states), nachází se v levém horním rohu jejich čtverce. Na severu hraničí se státy Idaho a Wyoming, na východě se státem Colorado, na jihovýchodě v jediném bodě se státem Nové Mexiko (v tomto bodě se stýkají hranice 4 států, odtud pochází název Four Cornes. Nachází se zde Four Corners Monument.) Na jihu hraničí s Arizonou a na západě s Nevadou. Celkem má Utah rozlohu 219 653 km².

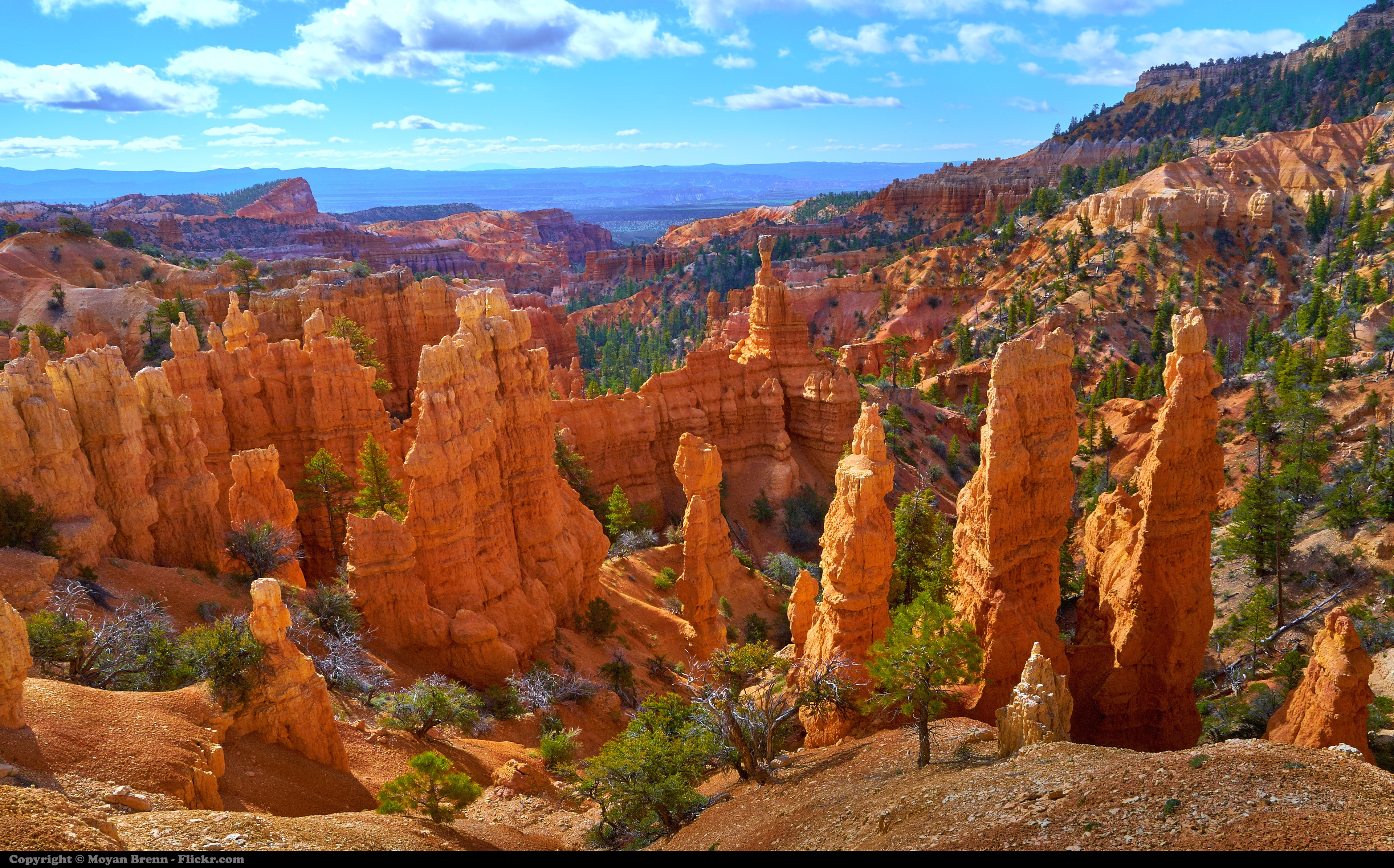
Bryce Canyon

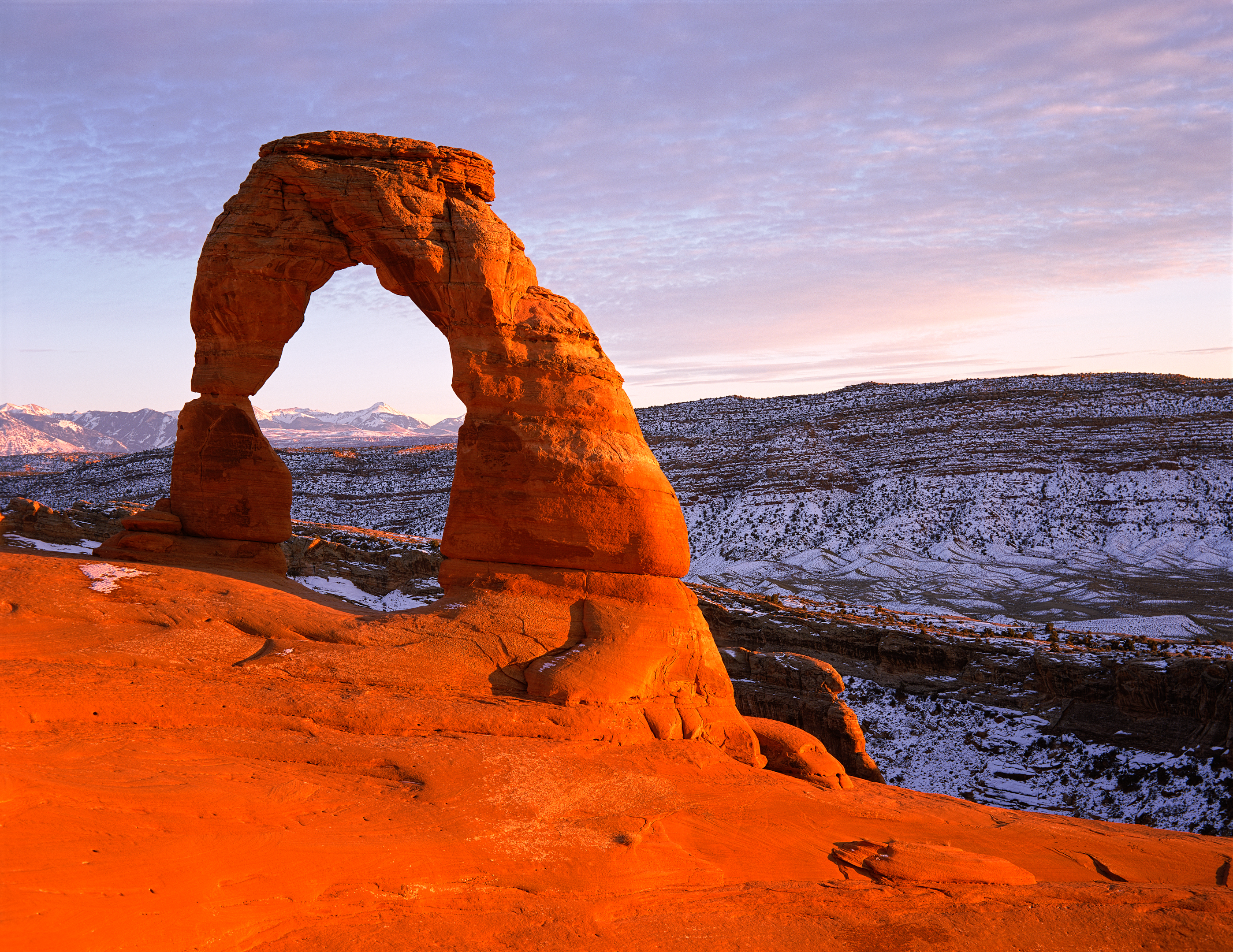
Národní park Arches

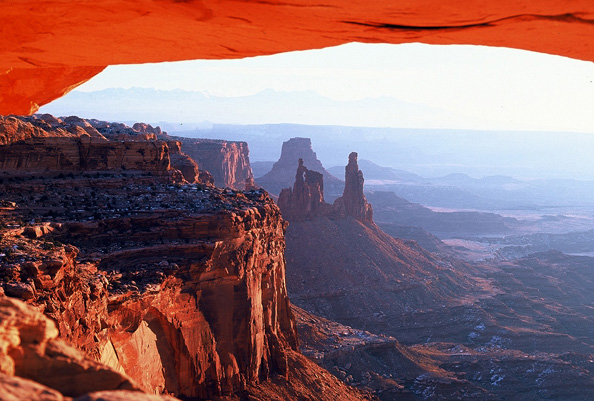
Národní park Canyonlands focený skrz Mesa Arch

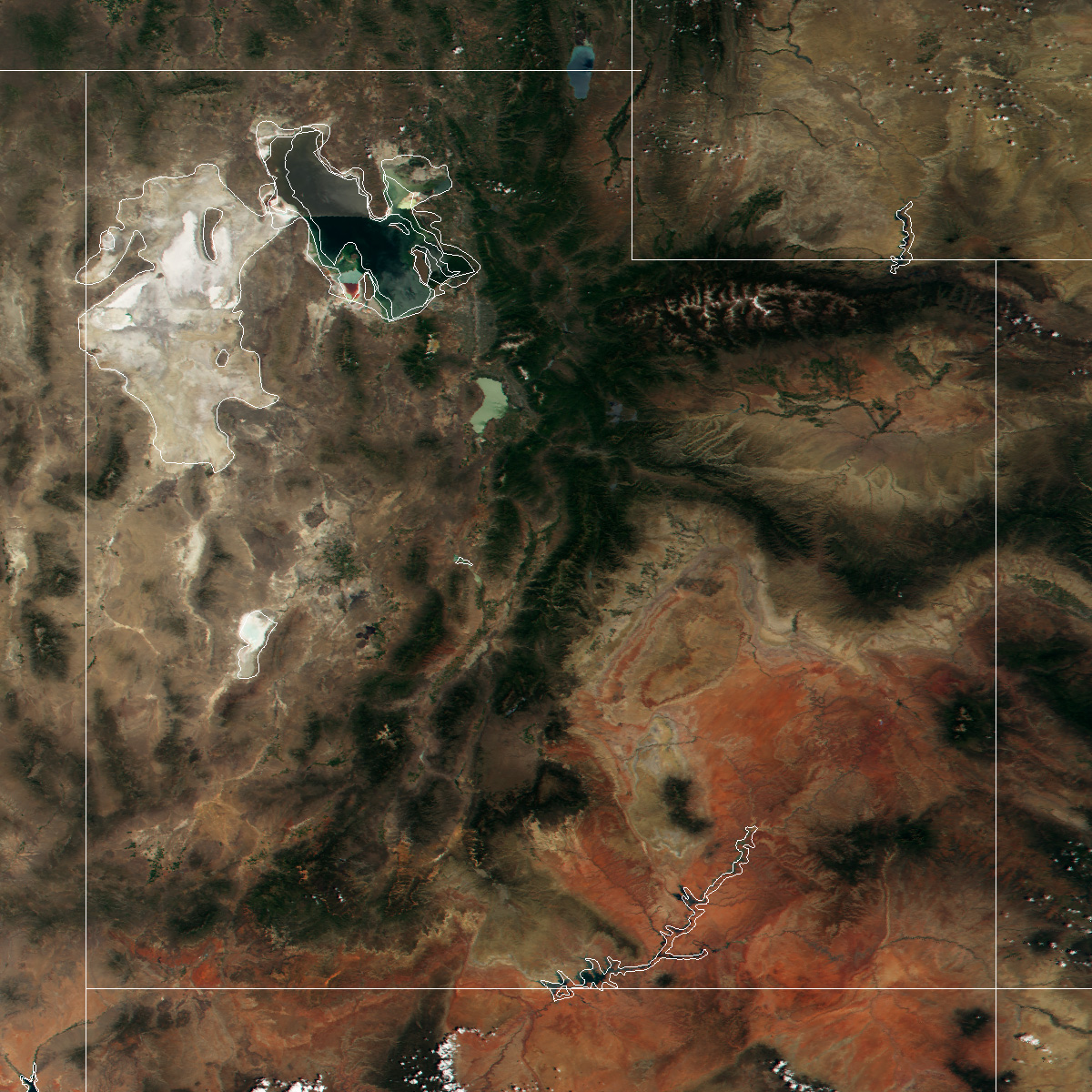
Pohled na Utah z vesmíru

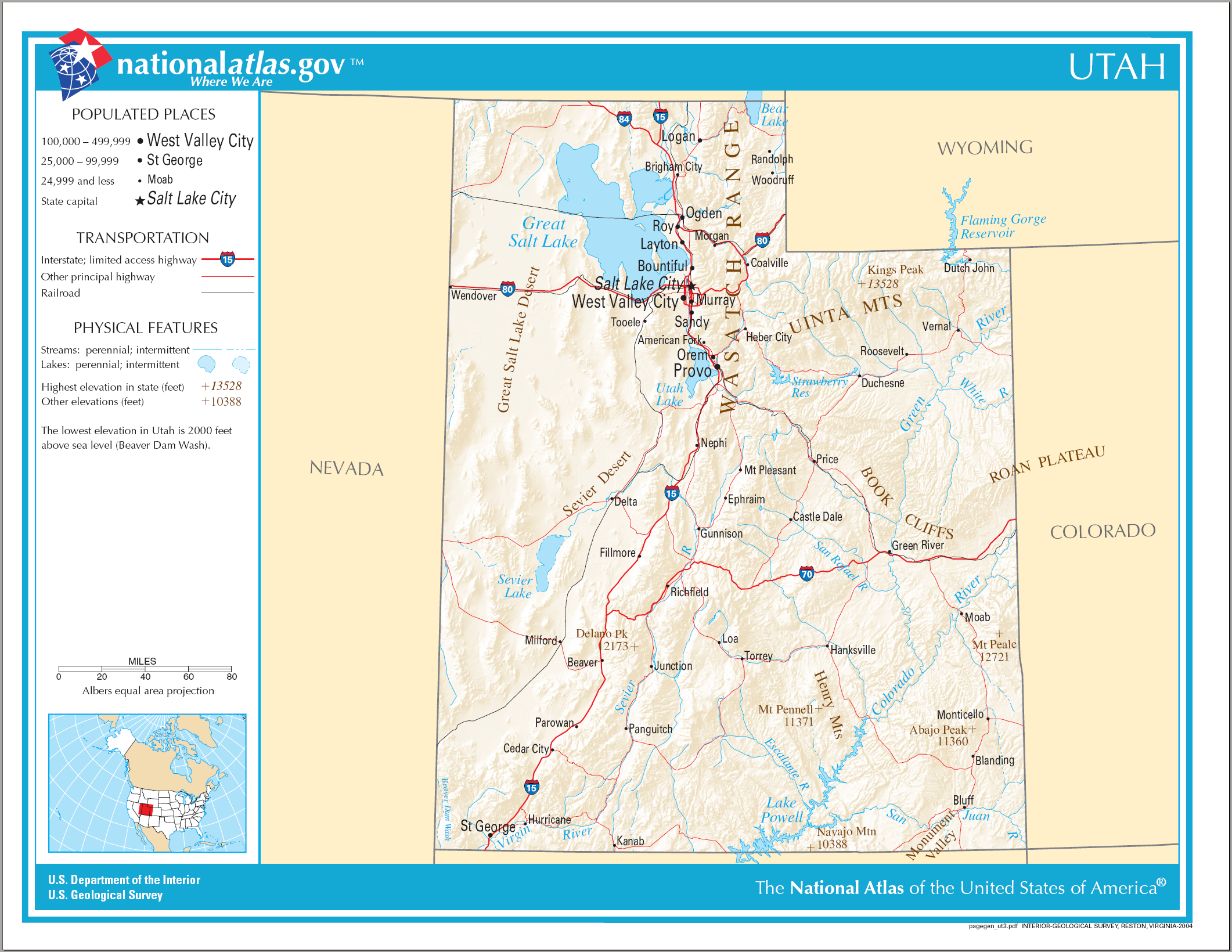
Mapa státu Utah

Terén je velmi rozmanitý. Středem státu prochází od severu k jihu pohoří Wasatch Range, jehož hřebeny dosahují výšky až 3650 m n. m. Z geologického hlediska je považován za součást Skalnatých hor. Pro bohaté příděly sněhu, které na některých místech vydrží i celý rok, je centrem lyžařských sportů. Ze západu se při úpatí tohoto pohoří táhne Wasatch Front - pás městského osídlení, v němž žije 88 % obyvatel Utahu. Na severovýchodě státu se táhne další pohoří, Uinta Mountains, které je však orientováno přibližně z východu na západ. Taktéž je součástí Skalnatých hor a jejich nejvyšší hora, Kings Peak (Královský vrchol), je zároveň nejvyšší horou Utahu.
Východní Utah je vysokopoloženou oblastí, jehož krajina má nejčastěji charakter náhorních plošin a pánví. Ekonomice dominuje těžba nerostů a rud, ropy a zemního plynu, zemědělství a rekreace. Velká část východního Utahu je součástí Uintah and Ouray Indian Reservation, sídlí zde i Navahové. Velice populárním místem přitahujícím turisty je Dinosaur National Monument na severovýchodě země.
V jižních oblastech, pokrytých mohutnými vrstvami usazenin, lze nalézt řadu pozoruhodných pískovcových útvarů, v tomto ohledu vynikají zejména Navajo Sandstone, Kayenta Sandstone a oblast okolo řeky Colorado a jejích přítoků, které se během staletí zaryly hluboko do pískovcového podloží a vytvořily divokou krajinu plnou kaňonů a dalších roztodivných útvarů. V oblasti je vytyčena celá řada chráněných území, např. Národní park Arches, Národní park Canyonlands, Národní park Zion, Národní park Capitol Reef, Cedar Breaks National Monument atd.
Jihozápadní Utah je nejnižší a nejteplejší oblastí Utahu. Je mu přezdíváno Dixie, neboť první osadníci zde (podobně jako v jižanských státech nesoucích tutéž přezdívku) pěstovali bavlnu. U hranice s Nevadou se zde nachází Beaver Dam Wash, nejnižší místo státu (664 m n. m.) Zasahuje sem Mohavská poušť. Oblast se stala oblíbenou rekreační destinací a místem oblíbeným důchodci a počet obyvatel v ní poměrně rychle roste.
Krajinu západního Utahu reprezentují převážně hřebeny a pánve pouštního charakteru. V ní se nacházejí slaná jezera, která jsou pozůstatkem starověkého sladkovodního jezera Bonneville, které kdysi pokrývalo většinu východní části Velké pánve: Velké Solné jezero (Great Salt Lake), Utažské jezero (Utah Lake), Sevir (Sevier Lake), Raš (Rush Lake) a Malé Solné jezero (Small Salt Lake). Západně od Velkého solného jezera se nachází solná poušť Great Salt Lake Desert, která spolu s jezerem ohraničuje nejlidnatější část Wasatch Front ze západu.
Stejně jako v řadě dalších západních a jihozápadních státech, vlastní federální vláda velkou část utažského území: BLM land, Utah State Trustland, U.S. National Forest, U.S. National Monument, National Recreation Area a U.S. Wilderness Area tvoří něco přes 70 % území Utahu.

### Podnebí
Většina území Utahu je suchá a vysoko položená. Nejsušší jsou nejvýchodnější a jižní Utah, který obdrží ročně do 300 mm srážek, a velká část západního a severozápadního Utahu (pod 250 mm ročně), v oblasti Velké solné pouště dokonce pod 130 mm ročně. Sněhové srážky jsou v zimě (tj. říjen až květen na horách a listopad až březen v nižších oblastech) běžné všude, kromě jižních oblastí a Velké solné pouště. Nejbohatší na sníh je Wasatchský hřeben, některé jeho části dostávají v průměru příděl nad 12,5 m ročně.

## Demografie

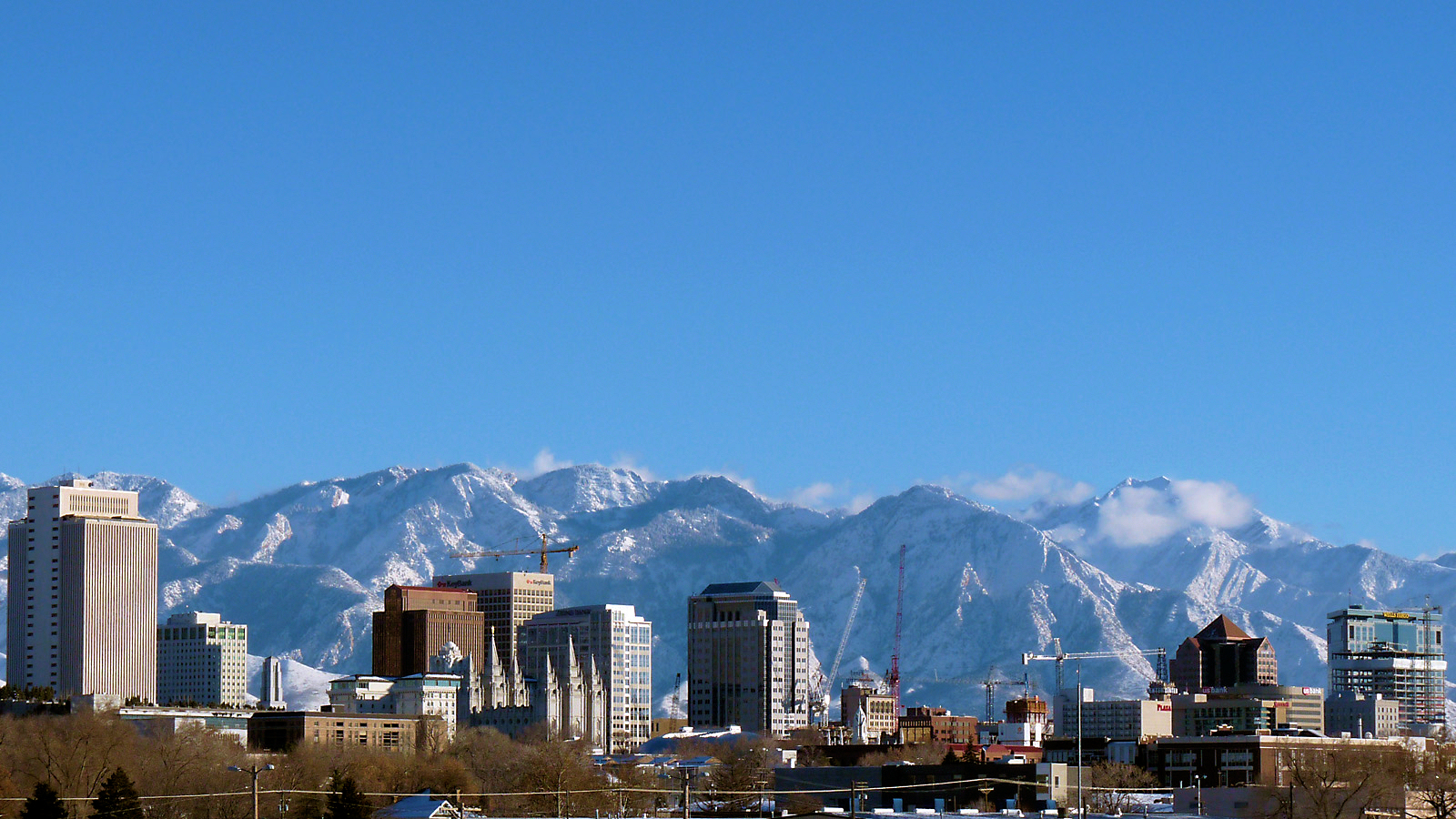
Salt Lake City

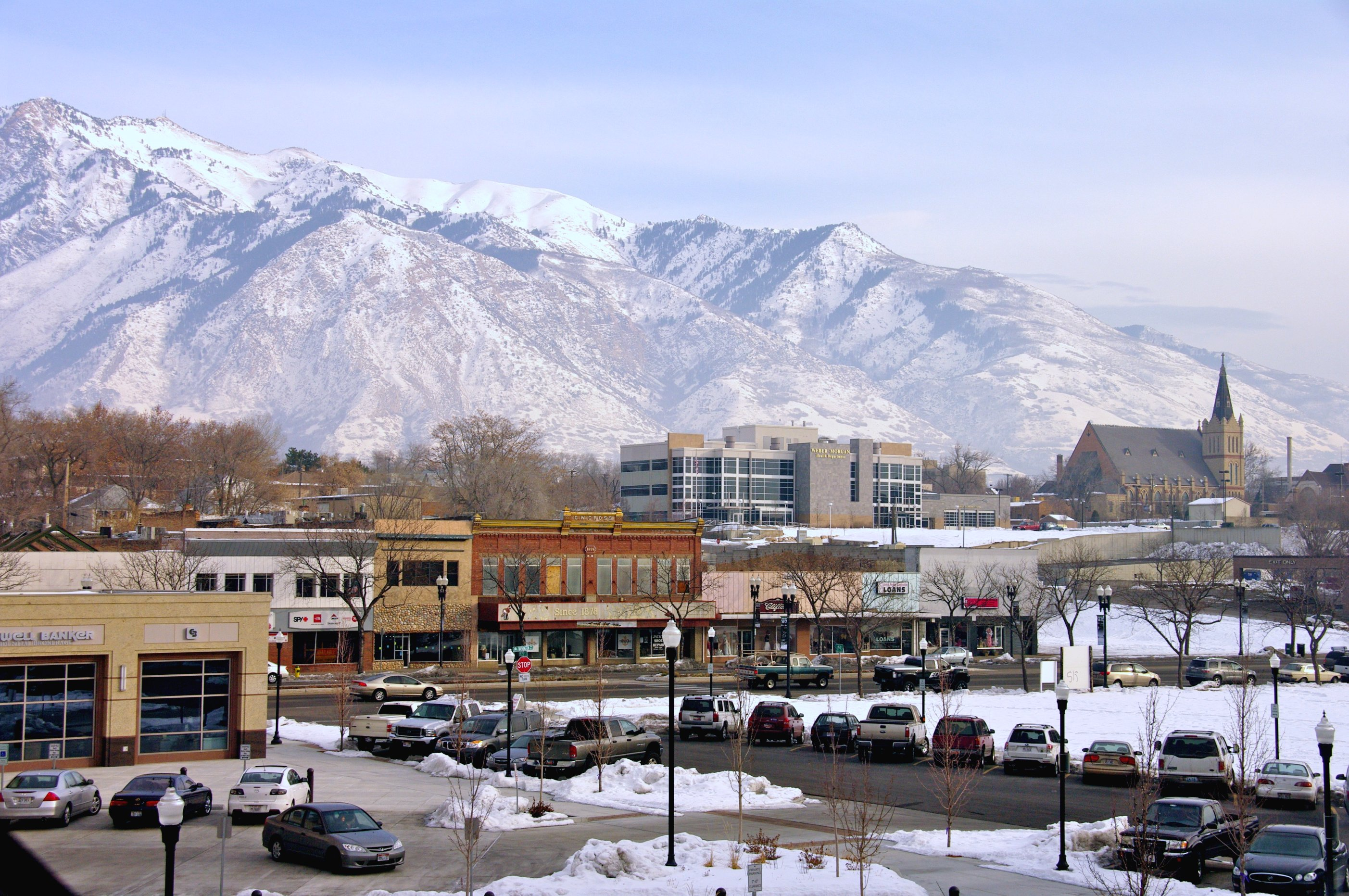
Ogden

Tempo růstu populace v Utahu je nejrychlejší ve Spojených státech (+17.6 %). Tomuto napomáhá jak vysoká porodnost (čtvrtá nejvyšší ve Spojených státech), tak také imigrace, do Utahu se v roce 2019 nastěhovalo 24 978 lidí. Podle sčítání lidu z roku 2020 zde žilo 3 284 388 obyvatel.

### Rasové složení
- 86,1 % Bílí Američané (nehispánští běloši 80,4 % + běloši hispánského původu 5,7 %)
- 1,1 % Afroameričané
- 1,2 % Američtí indiáni
- 2,0 % Asijští Američané
- 0,9 % Pacifičtí ostrované
- 6,0 % Jiná rasa
- 2,7 % Dvě nebo více ras

Obyvatelé hispánského nebo latinskoamerického původu, bez ohledu na rasu, tvořili 13,0 % populace.

## Zajímavosti

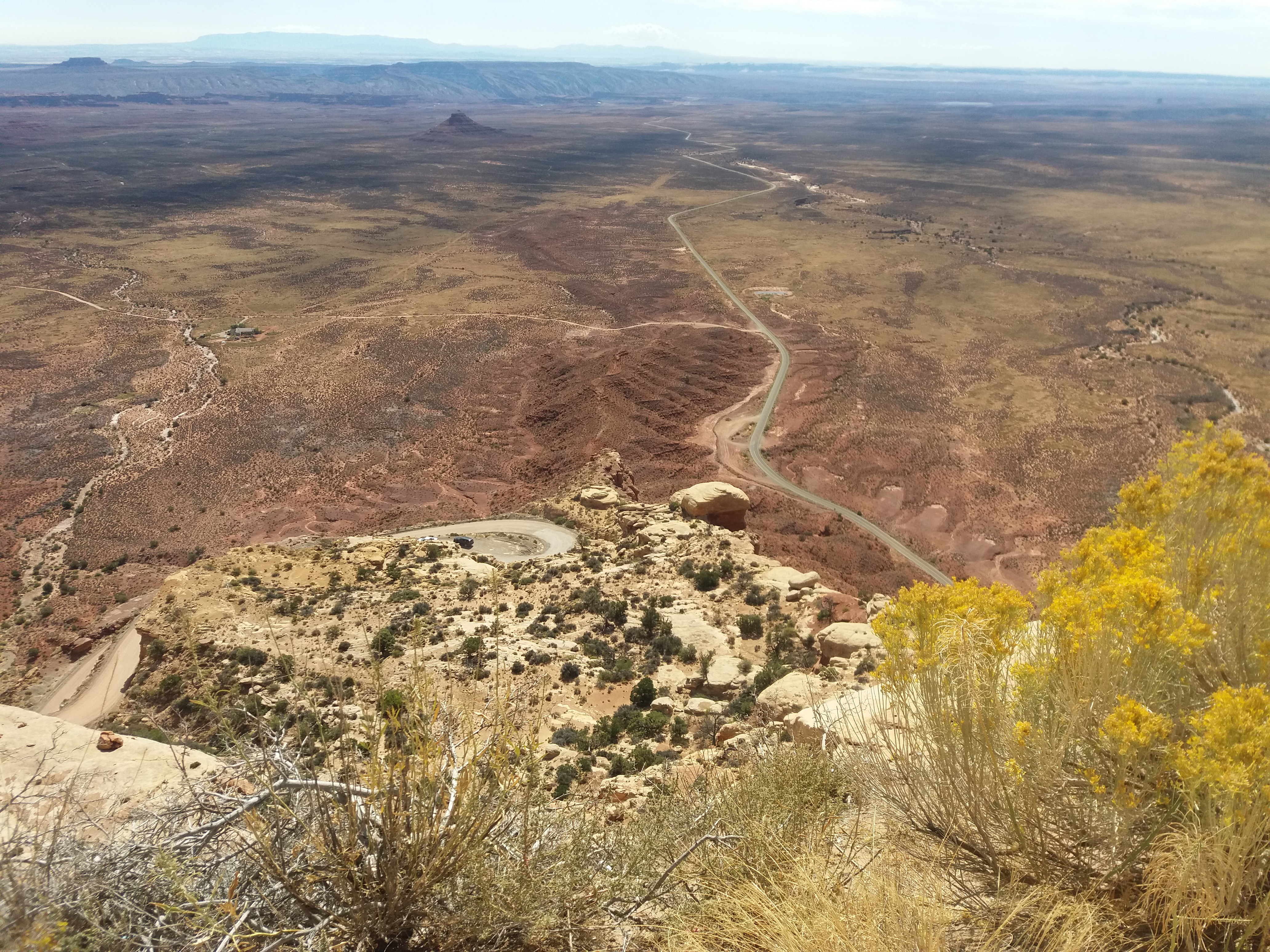
Moki Dugway (2017)

- Významnou vzdělávací institucí v Utahu je Univerzita Brighama Younga.
- Nachází se zde i známá indiánskou rezervace Navajo Nation.
- Za zmínku stojí i Bingham Canyon Copper Mine měděný důl, označován jako „Nejbohatší díra na Světě“.
- Guvernér Gary Herbert podepsal 25. 3. 2012 zákon přijímající zlato a stříbro jako oficiální měnu k americkému dolaru. Tím se stát Utah stal prvním státem Unie, který toto umožnil. Rozhodnutí bylo přijato pozitivně v okruhu zastánců návratu ke zlatému standardu.
- Moki Dugway je část státní silnice (Utah State Route 261), která se nachází v jihovýchodním Utahu, v jihovýchodní části okresu San Juan. Vede 55 kilometrů severně, od křižovatky se státní silnicí 163 (4,8 km severně od městečka Mexican Hut) až ke křižovatce se státní státní silnicí 95. Moki Dugway byla postavena v roce 1958. Je známá prudkým stoupáním s mnoha serpentinami.
- V roce 2020 se v jižním Utahu objevil a poté zmizel kovový monolit neznámého původu.